# Kennebunk

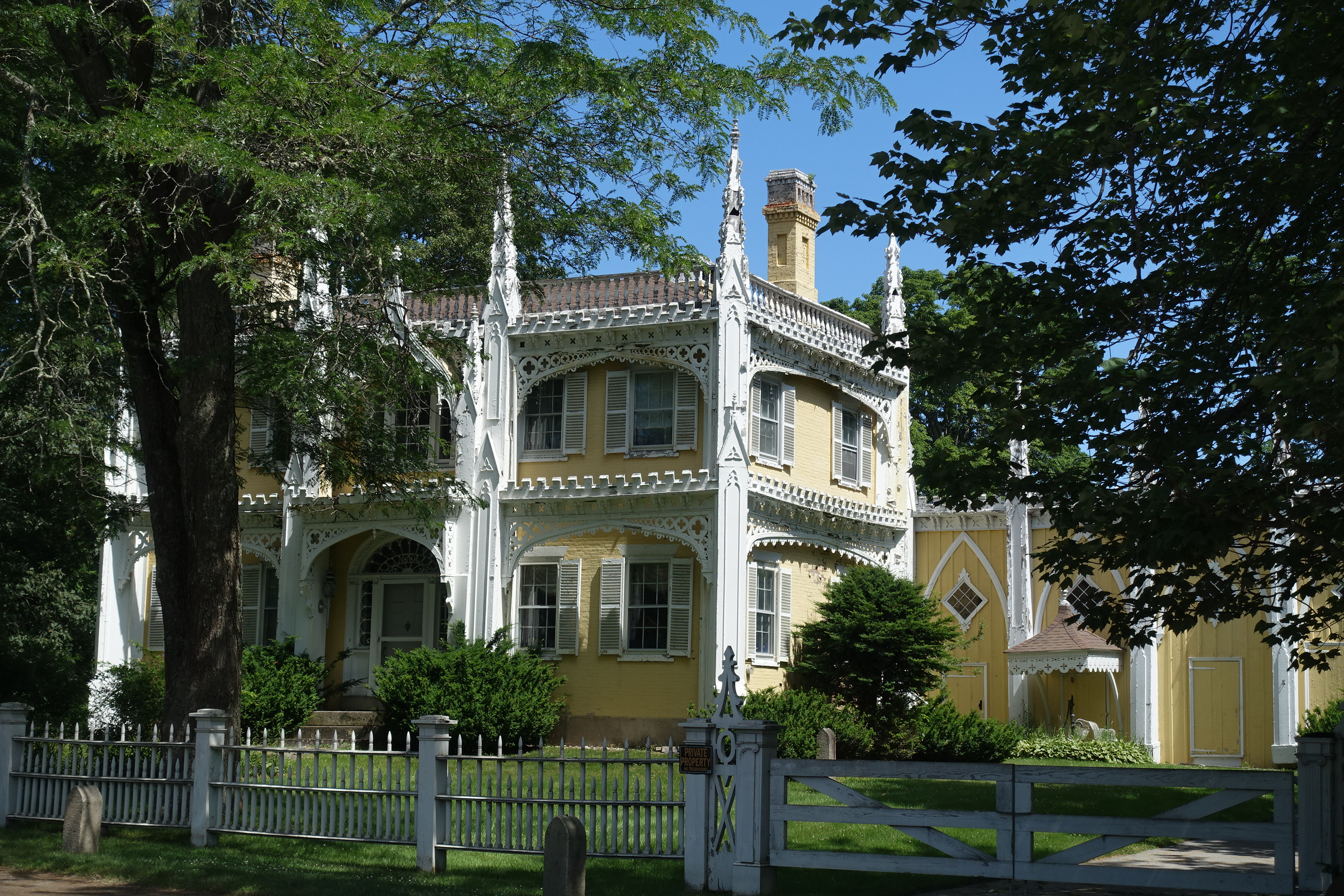

Kennebunk är en kommun (town)  i York County i den amerikanska delstaten Maine med en yta av 92 km² och en folkmängd, som uppgår till 10 476 invånare (2000).

## Kända personer från Kennebunk
- Hugh McCulloch, politiker
- Kenneth Roberts, författare
- Clement Storer, politiker